# Peltandra
Peltandra (lat. Peltandra), biljni rod sjevernoameričkih kozlačevki, dio je potporodice Aroideae. Postoje dvije priznate vrste. Helofiti s kratkim hipogealnim rizomom koji rastu u močvarnim staništima, uz vodotoke, pa i bočatoj vodi.

## Vrste
1. Peltandra sagittifolia (Michx.) Morong
2. Peltandra virginica (L.) Schott